# Саркодес
Саркодес (лат. Sarcodes) — род растений семейства Вересковые. Включает в себя один вид — Sarcodes sanguinea Torr.

## Ареал
Растения встречаются в США в штатах Калифорния, Невада и Орегон.

## Биологическое описание
Мясистые растения с хрупкими корнями.
Стебли отсутствуют. Листья чешуевидные. 
Соцветие — кисть, как правило, 15—30 см, плотная, от ярко-красного до оранжево-красного цвета, выходящая прямо из почвы. В цветке 5 чашелистиков, 5 лепестков и 10 тычинок.
Плод — коробочка; семена многочисленные, яйцевидные.

## Экология
Растения встречаются в смешанных или хвойных лесах на высоте 1000—3100 метров над уровнем моря. 